# 云浮站
云浮站位於廣東雲浮市雲城區市區東北，目前由广东三茂鐵路股份有限公司管理，現為四等站，不辦理旅客乘降，只辦理辦理整車、零擔、集裝箱貨物。目前並沒有始發列車。
在1970-1980年代有客運列車通住广州站，但在1990年代因公路運輸興起取消。現在只有少量貨運列車停靠雲浮站。
新落成的南广铁路在都楊鎮設雲浮東站，以解決雲浮站沒有客運火車問題；舊雲浮站作為貨場之用。